# 巴哈利亞龍科
巴哈利亚龙科是兽脚亚目下的一个科，属于鸟吻类，可能包括少数非洲和南美洲的恐龙物种，例如南盗龙、巴哈利亚龙、三角洲奔龙和瓜里丘龙。这些兽脚类动物的分类有争议。一些研究将上述动物归类于与西北阿根廷龙科有关的角鼻龙类基群，并将西北阿根廷龙科中的轻巧龙亚科划入该分类群；另一些研究将上述动物归类于大盗龙类、新猎龙科基群或虚骨龙类基群。2020年出版的一份卡玛卡玛群脊椎动物多样性专论提出，巴哈利亚龙科有可能并不是一个单系群，且模式属巴哈利亚龙是一个疑名。这篇论文将三角洲奔龙归类於阿贝力龙科。